# Jonathan Copete
Jonathan Copete Valencia (Cáli, 23 de janeiro de 1988) é um futebolista colombiano que atua como ponta-esquerda. Atualmente está sem clube.

## Carreira

### Trujillanos e Atlético Trujillo
Natural de Cali, Valle del Cauca, Copete começou sua carreira profissional em 2005, na Venezuela, jogando pelo Trujillanos.
Em 2007, ele assinou com o Atlético Trujillo na segunda divisão, marcando 16 gols pelo clube na temporada em que o time conseguiu o acesso para a primeira divisão.

### Zamora
Depois de um ano de volta no Trujillanos, Copete assinou com outro time venezuelano, o Zamora, onde conquistou o Clausura 2011, mas perdeu a final para o Deportivo Táchira. O atacante colombiano também foi o artilheiro do Clausura 2011.

### Santa Fe
Em 2011, Copete se transferiu para o Independiente Santa Fe, sua primeira equipe no seu país de origem, a Colômbia. Lá, ele foi um jogador-chave na sua equipe a vitória no Apertura 2012, marcando sete gols, incluindo o gol do título na segunda partida da final contra o Deportivo Pasto.

### Vélez Sársfield
Depois de uma temporada bem-sucedida no Santa Fe, Copete assinou com o Vélez Sársfield da Primeira Divisão Argentina; o Vélez adquiriu 50% de seus direitos por 3 milhões de dólares. Apesar de sofrer uma lesão logo no início, sua primeira temporada foi bem sucedida, ele ajudou o Vélez para obter o título do Campeonato Inicial de 2012.

### Volta ao Santa Fe e Atlético Nacional
Em janeiro de 2014, foi anunciado que Copete iria voltar Santa Fe depois de dois anos jogando na Argentina, por empréstimo, até junho. Em 9 de julho, assinou com o Atlético Nacional, após ter sido solicitada a sua contratação pelo técnico Juan Carlos Osorio. 

### Santos
Após ser um dos destaques do Nacional na Copa Libertadores 2016, Copete assinou com o Santos em 27 de maio de 2016. O clube praiano pagou 1,5 milhão de dólares pela sua contratação, mas teve que esperar até 20 de junho para poder utilizar o jogador. Estreou pelo clube em 29 de junho, entrando no segundo tempo marcando um gol e dando uma assistência na derrota por 3 a 2 para o Grêmio. Na partida seguinte diante da Chapecoense, entrou aos 11' do 2º tempo e mudou a história da partida, o Santos venceu por 3 a 0 e Copete teve participação nos três gols do Santos, marcando um e dando assistência para outros dois (Yuri e Rodrigão).
Após esse inicio avassalador, caiu nas graças da torcida do Santos: Sendo chamado de "Mito". No dia 26 de julho de 2017, o Santos ganhou do Flamengo em partida válida pela Copa do Brasil por 4 a 2, com 2 gols de Copete. Nesse dia ele ultrapassou o argentino Echevarrieta (década de 40) e se tornou o maior artilheiro estrangeiro da história do Santos.

#### Empréstimo ao Pachuca
Em 8 de junho de 2019, após não ser muito aproveitado pelo técnico Jorge Sampaoli com a limitação de jogadores estrangeiros, Copete foi emprestado ao clube mexicano Pachuca por um contrato de um ano.

#### Empréstimo ao Everton de Viña del Mar
Em 7 de fevereiro de 2020, após encerrar seu vínculo com o Pachuca, Copete foi emprestado ao Everton de Viña del Mar.

#### Retorno ao Santos
Retornou ao Santos em 14 de junho de 2020, após o empréstimo ao Everton de Viña del Mar se encerrar, incialmente integrando o time B. Somente ganhando oportunidades no time principal na temporada de 2021, com a chegada do técnico Ariel Holan. Fez sua reestreia pelo clube em 10 de abril, entrando como substituto em um empate por 0 a 0 com o Botafogo-SP, pelo Campeonato Paulista de 2021.
Em 7 de junho de 2021, o executivo do Santos, André Mazzuco confirmou em uma entrevista que o contrato de Jonathan Copete com a equipe do litoral paulista não será renovado e que, no final de junho, o vínculo entre jogador e clube ia se encerrar depois de quase 5 anos.

### Avaí
Em junho de 2021, foi apresentado no Avaí, com contrato até o final da temporada 2022. Naquele ano, ele foi um dos destaques do Avaí na campanha do acesso na Série B.
Em 2022, Copete atuou em 22 partidas pelo Leão da Ilha e foi titular em 18 delas, quando marcou três gols e deu uma assistência, ambas participações no Campeonato Catarinense.

### Bahia
Em julho de 2022, acerta com o Bahia. Pelo Tricolor baiano, foram 14 partidas e um gol.

### CRB
Em janeiro de 2023, chegou ao CRB. Copete fez o gol do título alagoano, mas perdeu espaço na Série B. Se despediu do clube ao final da temporada, após 25 jogos, com 4 gols e 2 assistências.

## Seleção Colombiana
No dia 4 de novembro de 2016, atuando pelo Santos foi convocado pela primeira vez para jogar em sua seleção comandada pelo técnico José Pekerman para os jogos contra o Chile e a Argentina válidos para as Eliminatórias da Copa de 2018.
Voltou a ser lembrado no inicio do ano de 2017, para o Jogo da Amizade, pelo qual foi realizado um amistoso entre Brasil e Colômbia.

## Títulos
Atlético Trujillo
- Segunda Divisão Venezuelana: 2008-09

Santa Fe
- Categoría Primera A: 2012-I

Vélez Sarsfield
- Primera División: 2012 Inicial

Atlético Nacional
- Categoría Primera A: 2015-F
- Superliga da Colômbia: 2016
- Copa Libertadores da América: 2016

CRB
- Campeonato Alagoano: 2023